# Sylvilagus aquaticus
Sylvilagus aquaticus е вид бозайник от семейство Зайцови (Leporidae).

## Разпространение
Видът е разпространен в САЩ (Алабама, Арканзас, Джорджия, Илинойс, Канзас, Кентъки, Луизиана, Мисисипи, Мисури, Оклахома, Тексас, Тенеси, Флорида и Южна Каролина).